# 孫新
孫 新（そん しん）は、中国の小説で四大奇書の一つである『水滸伝』に出てくる登場人物。梁山泊第百位の好漢で、地数星の生まれ変わり。渾名は小尉遅（しょううつち）で、兄・孫立に武芸を学び、兄弟揃って鉄鞭を使用することから尉遅敬徳に例えられたことから名付けられた。妻に顧大嫂が、従弟に解珍、解宝兄弟、親類に楽和（兄の義弟）がいる。鄒淵、鄒潤の叔父甥と親しい。まだ年若く、孫郎（孫策）に例えられる威丈夫とされる。居酒屋の主人という職柄、世情に通じ頭の回転も早く、主に策を用いたり、潜入工作などでの活躍が目立つ。妻の顧大嫂には腕っ節では敵わないようだが、血気に逸りがちな彼女をよく律し、夫婦仲も親密である。

## 生涯
代々軍人の家に生まれたが、自身は市井の人間となり、兄・孫立の任地である登州の十里牌で妻の顧大嫂とともに、居酒屋を営んでいた。ある時、妻の顧大嫂と兄嫁の弟楽和から、母方の従兄弟で、妻の父方の従兄弟でもある猟師解珍、解宝の兄弟が無実の罪で投獄されていると聞き、気持ちの逸る妻を宥め、旧知の仲である登雲山の賊、鄒淵、鄒潤の協力を仰ぎ、さらに兄の孫立も策を使って呼び寄せ、無理矢理仲間に引き入れて、登州の牢獄を襲撃し、二人を救出、さらに解兄弟に罪をかぶせた毛一族に復讐を遂げ、お尋ね者となった一行は鄒淵の知己を頼って梁山泊へ向かった。
その頃、梁山泊は豪農・祝家荘との抗争の最中であり、祝家荘の武芸教師欒廷玉が孫立と武芸の兄弟弟子であった事を利用して、祝家荘に潜入、祝家荘と梁山泊の決戦の際、内部から祝家軍を切り崩し壊滅させ、正式に梁山泊に合流した。
入山後は前歴を買われ、顧大嫂とともに梁山泊の西山酒店で情報収集や来客の接待を担当、しかし呼延灼軍の攻撃で店は全壊、戦争の終結後、店は再建されるが、直後南山酒店の担当に異動した。北京攻略戦では妻と灯篭見物の田舎夫婦を装い城内に潜入、城下に火を放って撹乱した。
百八星集結後は妻とともに東山酒店を任され、官軍との合戦や招安後の合戦では、妻とともに合戦や潜入で活躍、伏兵部隊の統率や、敵娘子隊との戦闘が多かった。方臘討伐後、兄の孫立が再び登州都統領に任用されたので、それに従い郷里に戻り、そこで余生を過ごした。